# گوژتسا (استان لوبوسکی)
گوژتسا (به لاتین: Górzyca) یک روستا در لهستان است که در گمینا گوژتسا واقع شده‌است. گوژتسا ۲٬۰۰۰ نفر جمعیت دارد.